# Diecéze Aggar
Diecéze Aggar je titulární diecéze římskokatolické církve.

## Historie
Aggar, ztotožnitelné se Sidi-Amara v dnešním Tunisku, je starobylé biskupské sídlo nacházející se v bývalé římské provincii Byzacena.
Známe jediného biskupa této diecéze. Byl jím Donatus, jenž se roku 484 zúčastnil koncilu v Kartágu svolaném vandalským králem Hunerichem.
Dnes je využívána jako titulární biskupské sídlo; současným titulárním biskupem je Antoni Długosz, emeritní pomocný biskup arcidiecéze čenstochovské.

## Seznam biskupů
- Donatus (zmíněn roku 484)

## Seznam titulárních biskupů
- Joseph Ludwig Buchkremer (1961–1986)
- Alfred Kostelecky (1986–1990)
- František Radkovský (1990–1993)
- Antoni Długosz (od 1993)